# Novonéjine
Novonéjine (en russe : Новоне́жино, Novonejino), est une commune urbaine du kraï du Primorié en Extrême-Orient russe. Il se trouve dans le raïon de Chkotovo, dans le sud-est du Primorié, et sa population s'élevait à 1 955 habitants au recensement de 2021.

## Géographie
La localité est située dans le kraï du Primorié, un sujet de l'Extrême-Orient de la Russie, en Mandchourie-Extérieure, autrefois chinoise (avant 1860), et se trouve dans le district fédéral Extrême-Oriental. Elle est l'une des 21 localités du raïon de Chkotovo, un raïon du sud-est du kraï. Son centre administratif est la commune urbaine de Smolianinovo. La région est à l'extrémité méridionale des montagnes du Sikhote-Aline.
Novonéjine, comme tout le kraï du Primorié, est située dans le fuseau horaire MSK+7 (heure de Vladivostok). Le décalage horaire appliqué par rapport au temps universel coordonné est +10:00.
De 2004 à 2022, Novonéjine faisait partie de l'établissement rural de Novonéjine.

## Histoire
Le village a été fondé en 1885 par des colons de la ville de Nejine du gouvernement de Tchernigov. En 1902, une église est construite et une école paroissiale fonctionne. En 1905, un chemin de fer passant par Novonéjine a été construit, qui s'étendait jusqu'au village d'Anissimovka. Au début, la station s'appelait Néjino, et en 1906 elle fut rebaptisée Novonejino (Novonéjine en français),.

## Démographie
Recensements (*) et estimations de la population,,,, :
| 1891 | 1896 | 1900 | 1912 |
| ---- | ---- | ---- | ---- |
| 120  | 335  | 423  | 718  |

| 1915 | 1926* | 2002 * | 2010* |
| ---- | ----- | ------ | ----- |
| 895  | 1 328 | 2 474  | 2 184 |

| 2021* | - | - | - |
| ----- | - | - | - |
| 1 955 | - | - | - |

En 2002, sur les 2 474 habitants, il y avait 88 % de Russes.